# Parafia św. Rocha w Naramicach
Parafia św. Rocha w Naramicach – parafia rzymskokatolicka, znajdująca się w archidiecezji częstochowskiej, w dekanacie Wieluń - Najświętszej Maryi Panny Pocieszenia.